# Кохман, Ли
Ли Ко́хман (ивр. לי קוכמן‎; род. 18 апреля 1995) — израильский дзюдоист, призёр Европейских игр 2019 года в весовой категории до 90 кг. Чемпион Израиля по дзюдо.

## Биография
В июне 2015 года выиграл бронзовую медаль на Кубке мира в Будапеште. В сентябре 2016 года он выиграл серебряную медаль на Гран При Загреба, три из четырёх боёв оказались победными. В апреле 2018 года Кохман завоевал бронзовую медаль на Гран-при Тбилиси.
На Европейских играх 2019 года в июне в Минске он стал серебряным призёром, уступив в финале турецкому атлету Микаилу Озерлеру.